# Vízi csillaghúr
A vízi csillaghúr (Stellaria aquatica, korábban Myosoton aquaticum) a szegfűvirágúak (Caryophyllales) rendjébe, ezen belül a szegfűfélék (Caryophyllaceae) családjába tartozó faj.

## Előfordulása
A vízi csillaghúr Európában mindenütt gyakori. Ázsia mérsékelt övi részein, Törökországtól és a Kaukázustól egészen Japánig fordul elő. Indiában és Pakisztánban is őshonos. Észak-Amerikába betelepítették.

## Megjelenése
A vízi csillaghúr 30-100 centiméter hosszú, évelő növény, puha szára heverő vagy felemelkedő, a csomókon gyakran legyökerező, alul kopasz, felső részén mirigyesen szőrös. A levelek kerek vagy kissé szíves vállból kiinduló tojásdad vagy hosszúkás tojásdad alakúak, keresztben átellenesen állnak. A virágos hajtásokon ülők, a meddő hajtásokon azonban nyelesek. A virágok 15 milliméter átmérőjűek. A sziromlevelek fehérek, 1,5-2-szer olyan hosszúak, mint a csésze, és csaknem tövükig kéthasábúak. A magház felső állású, 5 rekeszű, 5 bibeszállal. Termése vöröses, sokmagvú tok, mely 5 kopáccsal nyílik fel.

## Hasonló faj
Az erdei csillaghúr (Stellaria nemorum), melynek csupán 3 bibeszála van, és tokja 3 kopáccsal nyílik, egyébként nagyon hasonló. Erdőkben, cserjésekben nő.

## Életmódja
A vízi csillaghúr a liget- és láperdők nedves vályog- és iszaptalajain, mocsarakban és ártereken él. A tápanyagban gazdag, humuszos talajokat kedveli.
A virágzási ideje június–július között van.

## Képek

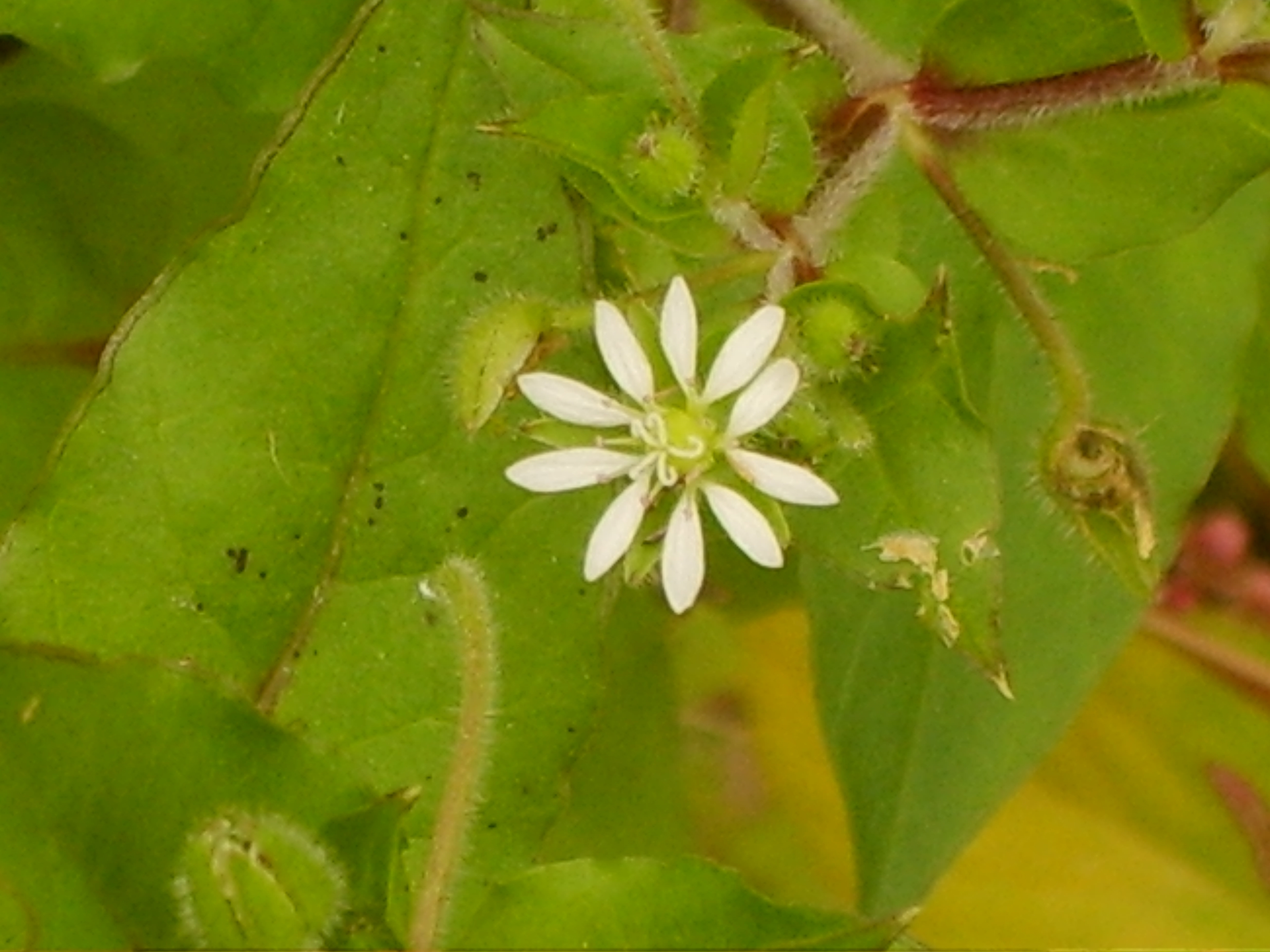
Virága
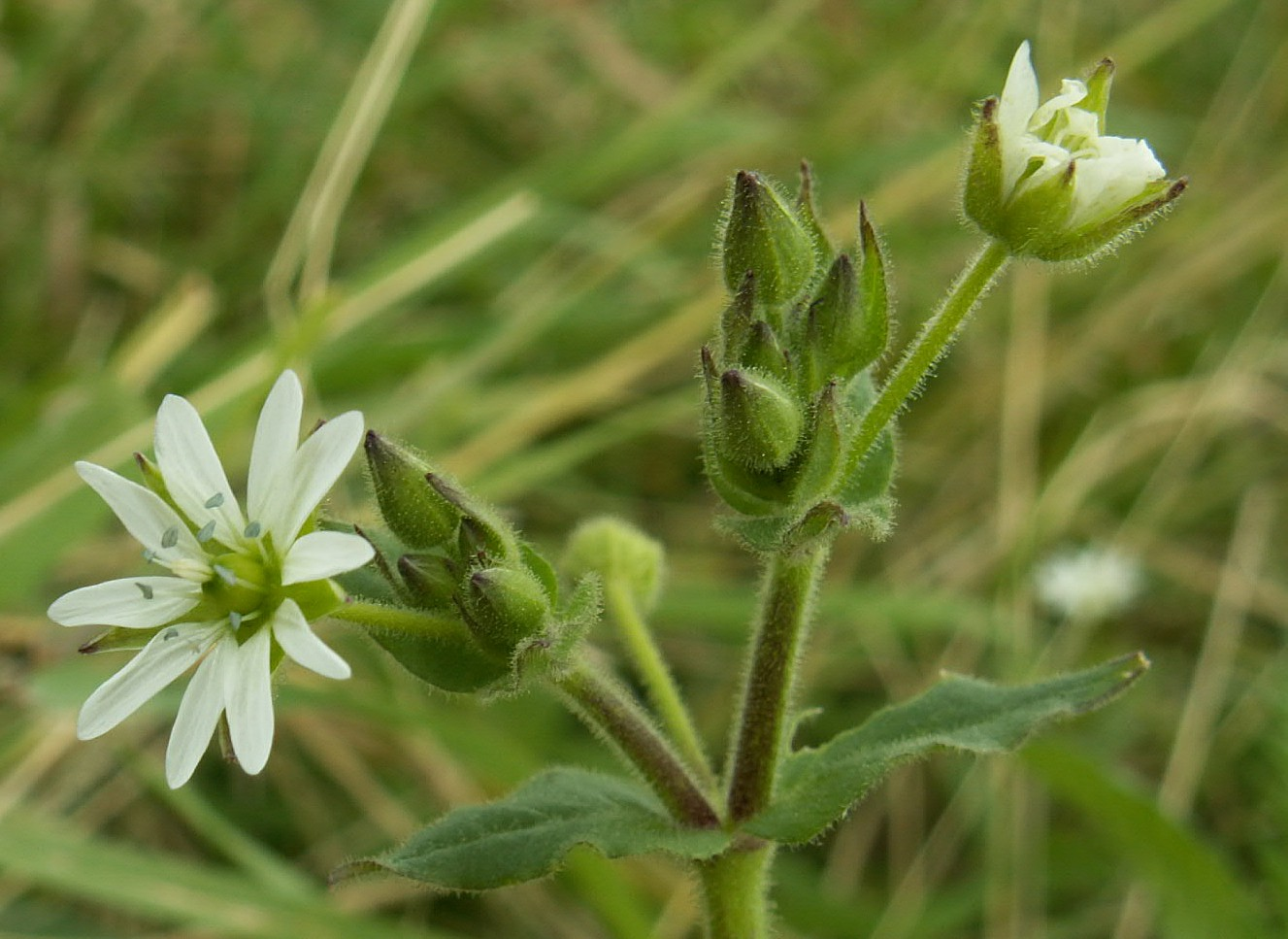
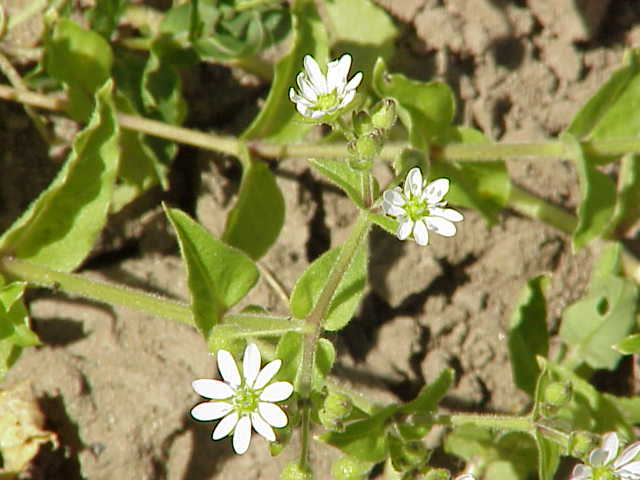
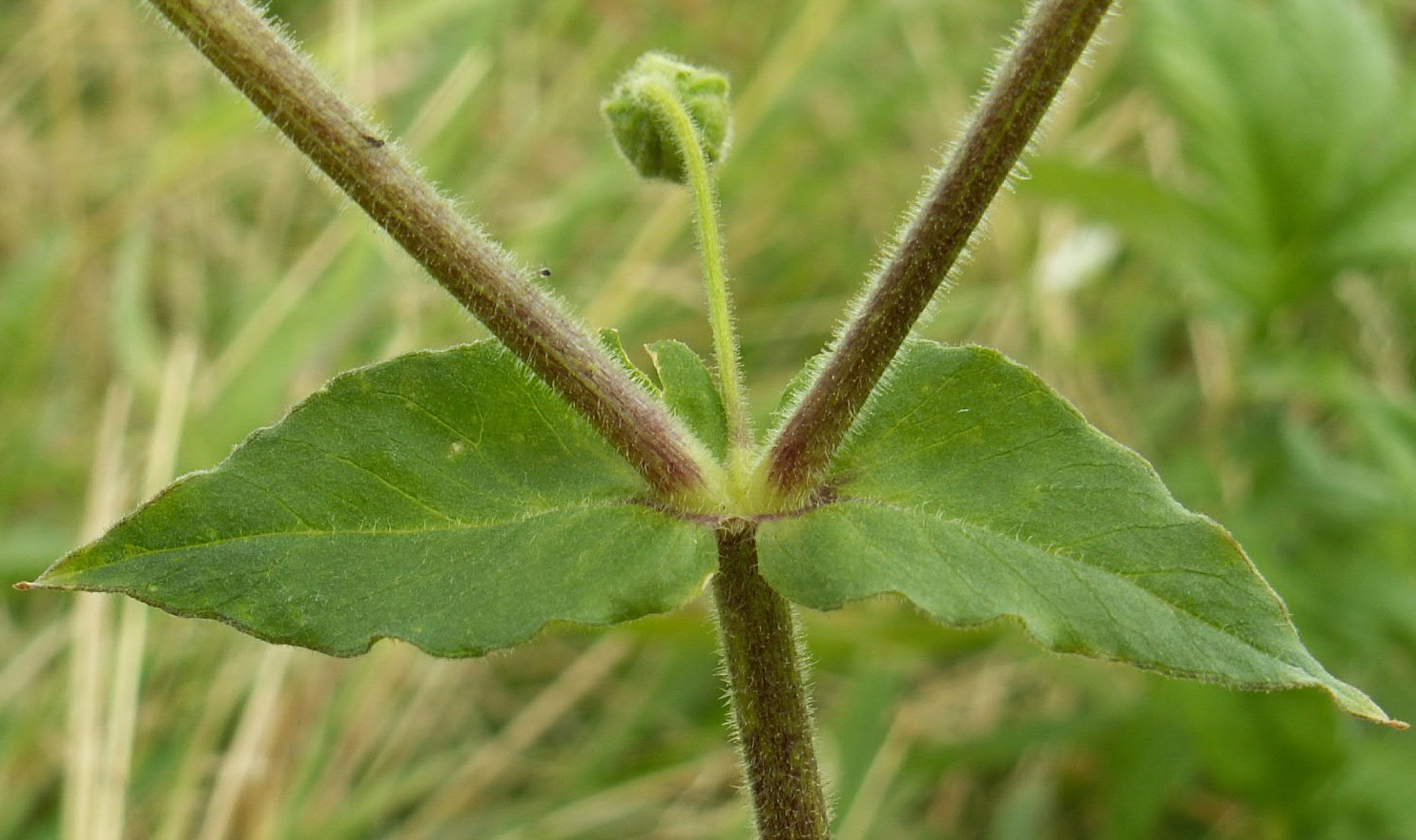
Levelei
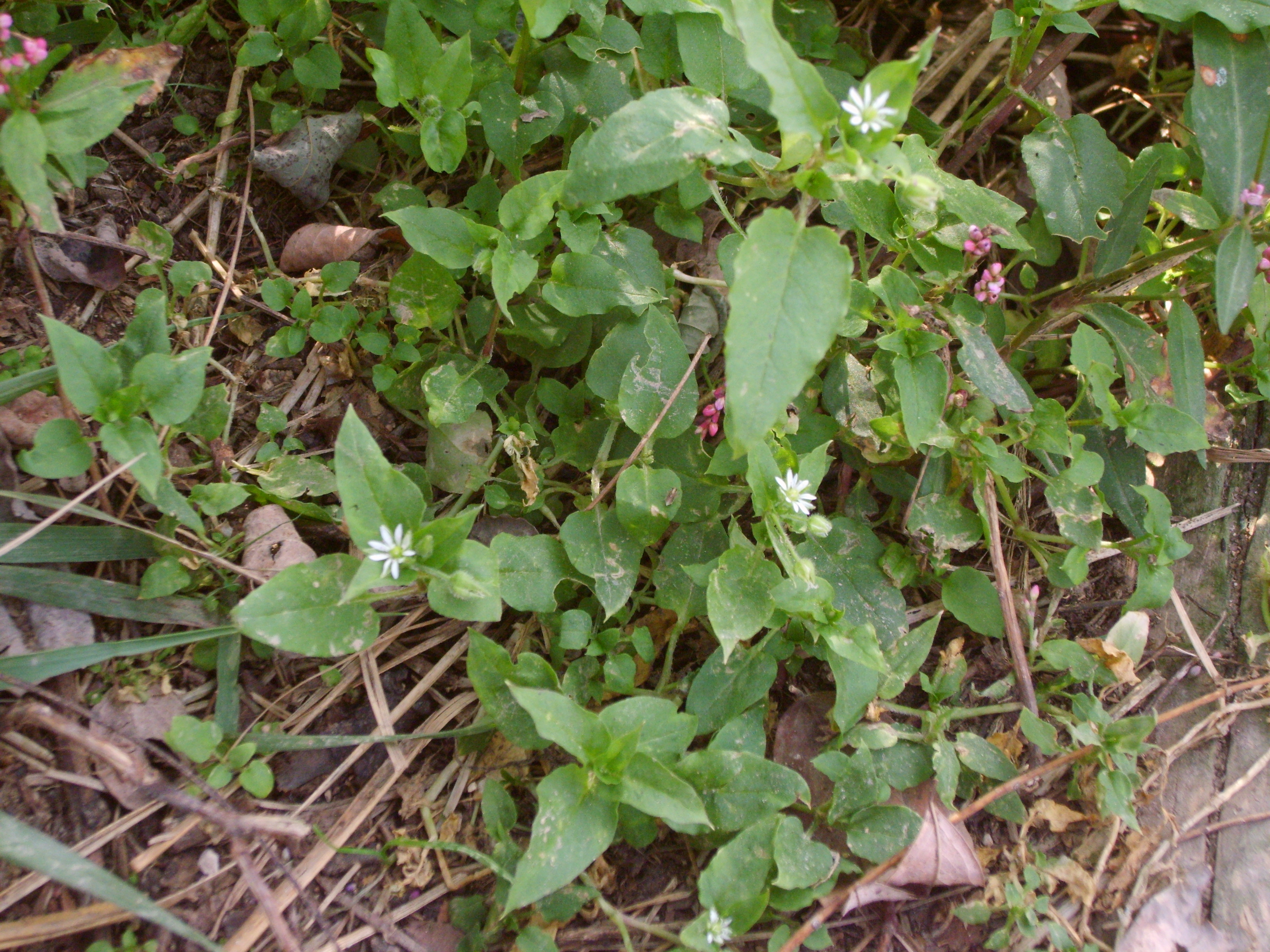
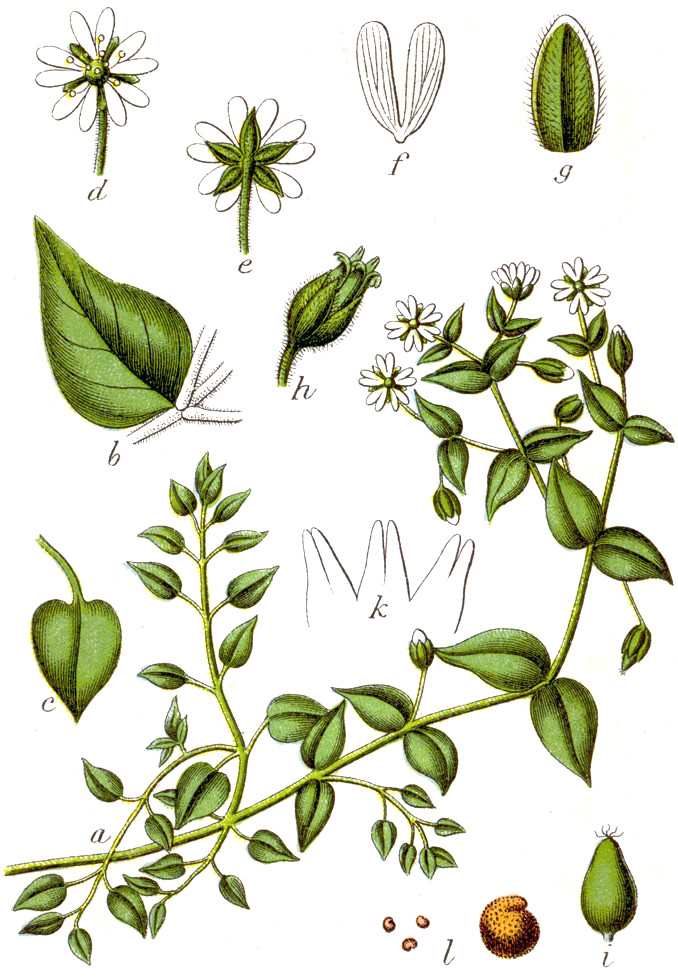
Rajz a növényről